# Hexatoma intrita
Hexatoma intrita là một loài ruồi trong họ Limoniidae. Chúng phân bố ở miền Tân bắc.